# جورج ريتزر
جورج ريتزر (14 أكتوبر 1940). عالم اجتماع وأستاذ ومؤلف أميركي درس العولمة، والنظرية الشمولية، وأنماط الاستهلاك، والنظرية الاجتماعية الحديثة/ما بعد الحداثة أساسًا. يعتمد مفهومه حول «المكدونالدية» على فكرة ماكس ويبر في العقلانية من خلال تركيزه على صناعات الوجبات السريعة. صاغ مصطلحه ذاك بعد كتابته «مجتمع المكدونالدية» سنة 1993، الذي يعد واحدًا من أكثر كتب الدراسات الفردية مبيعًا في تاريخ علم الاجتماع الأميركي.
كتب ريتزر العديد من الكتب العامة فيما يخص علم الاجتماع، بما فيها: مقدمة في علم الاجتماع (2012)، وأساسيات علم الاجتماع (2014)، وكتب دراسية حول النظرية الاجتماعية الحديثة/ما بعد الحداثة. ترجمت الكثير من أعماله إلى أكثر من 20 لغة، مع أكثر من اثنتي عشرة ترجمة لكتابه «مجتمع المكدونالدية» وحده.
يتزر حاليا أستاذ فخري متميز في جامعة ماريلاند، كوليج بارك.

## سيرته

### نشأته
ولد ريتزر عام 1940 لعائلة يهودية في مانهاتن العليا بمدينة نيويورك. عمل والده سائق سيارة أجرة، وكانت والدته سكرتيرة. كان له أخ واحد. وصف ريتزر نشأته بكونها ضمن «طبقة دنيا فوق المتوسط». عندما أصيب والده بما سماه ريتزر «داءً غريبًا»، تكهن بأن يكون من عمله كسائق سيارة أجرة، واضطرت أم ريتزر إلى العمل بكل ما استطاعت لتعيل أسرتها. رغم معيشته ضمن حيز اقتصادي هامشي، لم يشعر قط بأنه محروم مقارنة بغيره خلال نشأته في «حي من الطبقة العاملة، متعدد الأعراق».

### تعليمه وبداياته الوظيفية
تخرج ريتزر من مدرسة برونكس الثانوية للعلوم في عام 1958، قائلًا إنه «التقى هناك بأكثر العقول الرصينة في حياته». خلال فترة دراسته في مدرسة برونكس الثانوية للعلوم، حصل ريتزر على منحة دراسية من جامعة نيويورك، تساعده ماديًا ضمن أي كلية يختار الالتحاق بها.
بدأ ريتزر تعليمه العالي كلية مدينة نيويورك، والتي كانت مجانية في ذلك الوقت. كانت منحته الدراسية بالإضافة إلى الرسوم الجامعية المجانية مفيدة بالنسبة للوضع الاقتصادي لأسرة ريتزر. أثناء دراسته في كلية مدينة نيويورك، خطط ريتزر في البداية التركيز على إدارة الأعمال، لكنه غير تخصصه لاحقًا إلى المحاسبة. قال ريتزر في مقابلة أنه كان تلميذًا في كلية مدينة نيويورك عندما دخل محلًا لماكدونالدز أول مرة، والذي أظهر له التباين الكبير في ثقافة محال نيويورك. حفز هذا الحدث دراسة ريتزر ونظريته الرئيسية حول المكدونالدية.
بعد تخرجه من كلية مدينة نيويورك في سنة 1962، أبدى ريتزر اهتمامًا بمتابعة دراسة إدارة الأعمال. تم قبوله في برنامج ماجستير في إدارة الأعمال في جامعة ميتشيغان آن آربر، حيث حصل على منحة دراسية جزئية. بينما كان في ميتشيغان، تركز اهتمامه الأكاديمي أساسًا على العلاقات الإنسانية؛ إلا أنه امتلك العديد من الهوايات الفكرية الأخرى، مثل قراءة الروايات الروسية. أشار ريتزر أنه وخلال وجوده في ميتشيغان، تمكن من النمو والتحسن كطالب. خلال فترة دراسته في ميتشيجان، قال أنه انكب إلى حد كبير في الأحداث العالمية التي حصلت في ذلك الوقت. إذ روى ذكريات ذهابه إلى اتحاد ميتشيغان لمشاهدة أحداث أزمة الصواريخ الكوبية.
بعد التخرج من جامعة ميتشيجان سنة 1964، بدأ ريتزر العمل في قسم إدارة الموظفين في شركة فورد للسيارات، ولكن تبين له أن العمل هناك كان تجربة سلبية بالنسبة له. إذ وظف مديروه عن طريق الخطأ ثلاثة أشخاص، أكثر من اللازم، للوظيفة الواحدة، الأمر الذي جعله متعطًلا قليل العمل. قال ذات مرة «إذا كان لدينا ساعتان من العمل يوميًا، فإننا نراه كثيرًا». مع ذلك، كان من المتوقع له دائمًا أن يكون منشغلًا. كان يتجول باستمرار في أنحاء المصنع لساعات يراقب الناس يعملون، ما يجعل العديد من العمال والموظفين هناك معادين له. فضلًا عن ذلك، وجد ريتزر أيضا مشاكل داخل البنية الإدارية في فورد. تحدى معظم الشباب الحاصلين على درجات علمية متقدمة سلطاتهم من الحاصلين على درجات أقل منهم. قال ريتزر: «أود رؤية مجتمع يكون فيه الأفراد متحررين في إبداعهم، بدلًا من تقييده أو القضاء عليه». ملاحظته تلك للتجرد من الإنسانية كانت نقطة مهمة في عمله الاجتماعي المستقبلي حول المكدونالدية. علاوة على ذلك، وجد نفسه مقيدًا وغير قادر على القيام بأي عمل إبداعي أثناء عمله في فورد، ما شجعه على التقدم بالحصول على درجة الدكتوراه.
التحق ريتزر ببرنامج دكتوراه في السلوك التنظيمي في كلية العمل والعلاقات الصناعية بجامعة كورنيل في عام 1965، من المفارقات أنه عاود الالتحاق ببرنامج إدارة أعمال آخر، رغم نفوره من الوقت الذي أمضاه في فورد. هناك، أشار له مرشده هاريسون ترايس أنه قاصر في علم الاجتماع. بعد محادثة مع رئيس القسم، غوردون ستريب، أدرك ريتزر أنه لا يعرف شيئًا عن علم الاجتماع، ثم طلب منه قراءة «مقدمة بروم وسيلزنيك في علم الاجتماع»، ووجد نفسه مفتونًا بالموضوع. استمر بنجاحه في مواد علم الاجتماع على مستوى الدراسات العليا. في برهان على اهتمامه الكبير وإخلاصه لموضوع دراسته، تلقى علامة امتياز على بحث من 102 صفحة كتبه حول مادة دراسية تخص المجتمع الأميركي. قال أستاذه إن الورقة «أطول من ألا تكون جيدة». أتاحت له هذه التجربة، إلى جانب تفوقه في حلقة دراسية صغيرة مع مارغريت كوسلر، أن يصبح أكثر ثقة كطالب علم اجتماع؛ بسبب قدرته على التميز في المسابقة. عزا موهبته في منافسة طلاب علم الاجتماع ذوي الخبرة والقراءة الجيدة إلى أخلاقيات العمل.
لم يحصل ريتزر على شهادة في علم الاجتماع، لكنه درس علم النفس وإدارة الأعمال. بدأ عمله في مجال علم الاجتماع بكتابته التي ربطت بين الحد الأدنى من تعليمه الاجتماعي إلى جانب التجارب التي صدمته عندما دخل أول سلسلة متاجر ماكدونالدز. قال في مقابلة لاحقة: «قمت بتدريب نفسي أساسا كمنظر اجتماعي، ولذلك كان عليّ تعلم كل شيء أينما ذهبت». رغم ذلك، وجد ريتزر أن عدم التدرب على النظرية الاجتماعية كان مفيدًا له، إذ إن حججه الفكرية لم تقتصر على منحى نظري محدد.

### الجوائز الأكاديمية
- دكتوراه فخرية من جامعة لا تروب، ملبورن، أستراليا.
- راعٍ شرفي، جمعية الفلسفة الجامعية، كلية الثالوث، دبلن.
- جائزة الجمعية الأمريكية لعلم الاجتماع لمساهمته المتميزة في مجال التدريس.
- منصب محاضر روبن ويليام (2012-2013) ن الجمعية الاجتماعية الشرقية.[11]

### المكدونالدية
كتب جورج ريتزر كتاب مجتمع المكدونالدية.
تعد فكرة ريتزر عن المكدونالدية امتدادًا لنظرية ماكس ويبر الكلاسيكية (1864-1920) في عقلانية الثقافة والمجتمع الحديث. استخدم ويبر مصطلح «القفص الحديدي» لوصف الآثار السفيهة، والكافكاوية على الحياة البيروقراطية، وطبق ريتزر هذه الفكرة على نظام اجتماعي ذي تأثير في القرن الحادي والعشرين: مكدونالدز. يزعم ريتزر أن مطاعم ماكدونالدز أصبحت أفضل مثال على الأشكال الحالية للعقلانية الأدائية وعواقبها الضارة وغير العقلانية على البشر. شارك ريتزر وجهات نظر مماثلة لماكس ويبر حول موضوع العقلانية. في حين يدعي ويبر أن «القيم الأكثر سموًا في الحياة بدأت بالتراجع ضمن الحياة العامة»، يرى ريتزر أنه حتى طعامنا بدأ يخضع للعقلانية، سواء كان من خلال «تجربة مكدونالدز أو عشاء شريحة اللحم (الستيك) المحتوي على 2000 سعرة حرارية و100 غرام من الدهن».